# (99835) 2002 NQ20
(99835) 2002 NQ20 là một tiểu hành tinh vành đai chính. Nó được phát hiện bởi dự án Nghiên cứu tiểu hành tinh gần Trái Đất Lincoln ở Socorro, New Mexico, ngày 9 tháng 7 năm 2002.